# Sinciciotrofoblasto
O sinciciotrofoblasto é uma grande camada de células embrionárias sinciciais originada dos trofoblastos, que tem como função abrir caminho na parede do endométrio para a implantação do blastocisto durante a segunda semana de gestação.
Durante a segunda semana serve com suporte para as glândulas erodidas e meio de comunicação entre o sangue materno e o embrião. No final da segunda semana, o sinciciotrofoblasto, os  citotrofoblastos e a mesoderme formam o córion. É responsável também pela produção do hormônio hCG. 

## Função

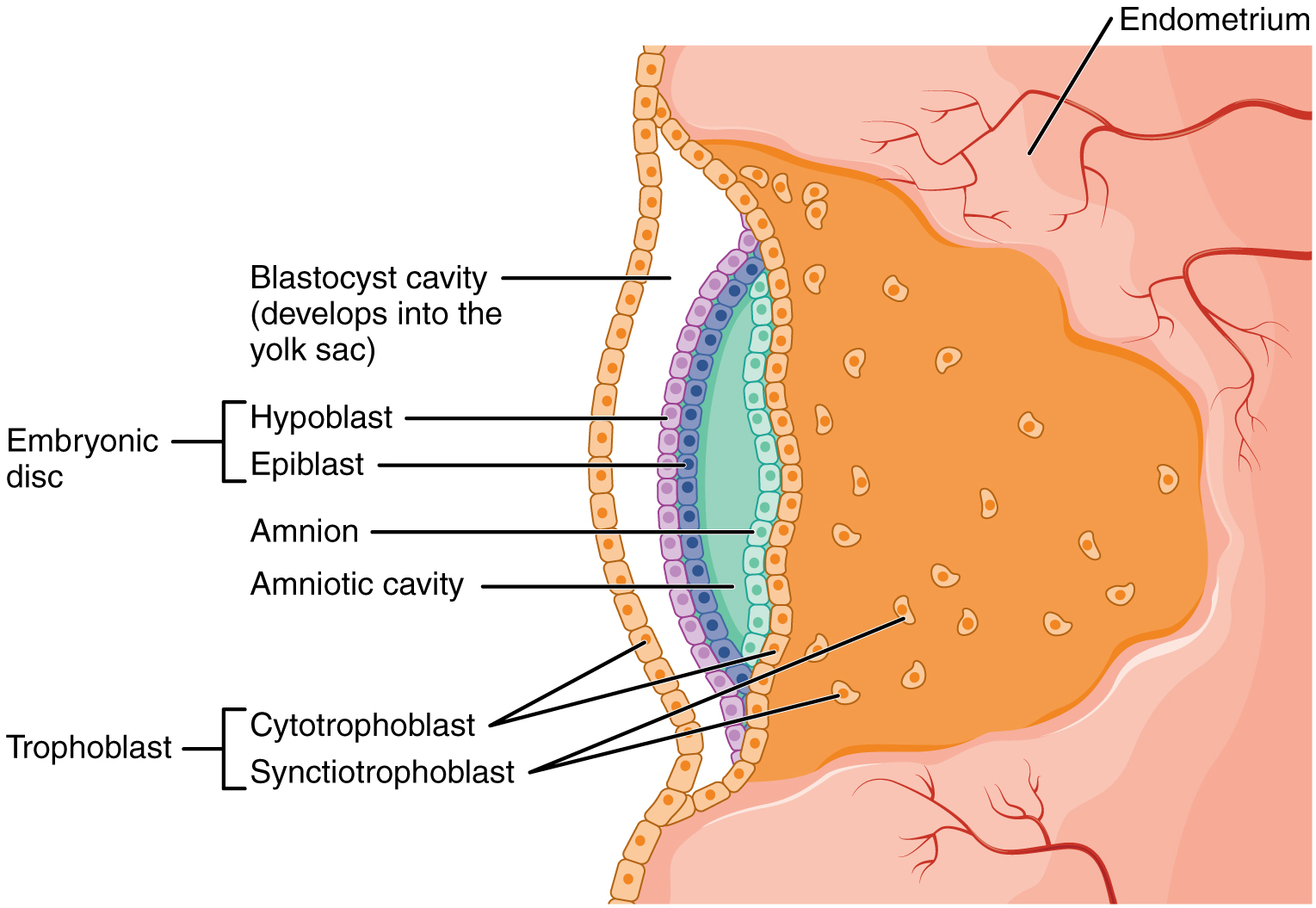
Imagem mostrando trofoblasto diferenciado em duas camadas de citotrofoblasto e sinciciotrofoblasto durante a nidificação.

É a camada externa dos trofoblastos e invade ativamente a parede uterina, durante a nidação, rompendo os capilares maternos e estabelecendo assim uma interface entre o sangue materno e o líquido extracelular embrionário, facilitando a troca passiva de material entre a mãe e o embrião.
A propriedade sincicial é importante porque o sistema imunológico da mãe inclui glóbulos brancos que são capazes de migrar para os tecidos "comprimindo-se" entre as células. Se atingissem o lado fetal da placenta, muitas proteínas estranhas seriam reconhecidas, desencadeando uma reação imunológica. No entanto, o sincício atua como uma célula gigante, de modo que não haja lacunas para a migração das células imunológicas.
Uma forma de realizar esta tarefa é suprimindo a expressão dos genes HLA-A e HLA-B relacionados com a imunidade, que são classicamente conhecidos por serem expressos por todas as células nucleadas. Esses genes normalmente expressam o ligante MHC-I que atua como um importante mecanismo de ligação para células T. Ao diminuir a tradução destes produtos genéticos, o sinciciotrofoblasto reduz as chances de um ataque do sistema imunológico materno mediado por células T.
O sinciciotrofoblasto secreta progesterona e leptina, além de  gonadotrofina coriónica humana (hCG) e lactogênio placentário humano (HPL) ; a hCG previne a degeneração do corpo-lúteo. A progesterona serve para manter a integridade do revestimento uterino e, assim que o sincitiotrofoblasto está maduro o suficiente para secretar progesterona suficiente para sustentar a gravidez (no quarto mês de desenvolvimento embrionário), é auxiliado pelo corpo lúteo gravídico.